# ATC Guide

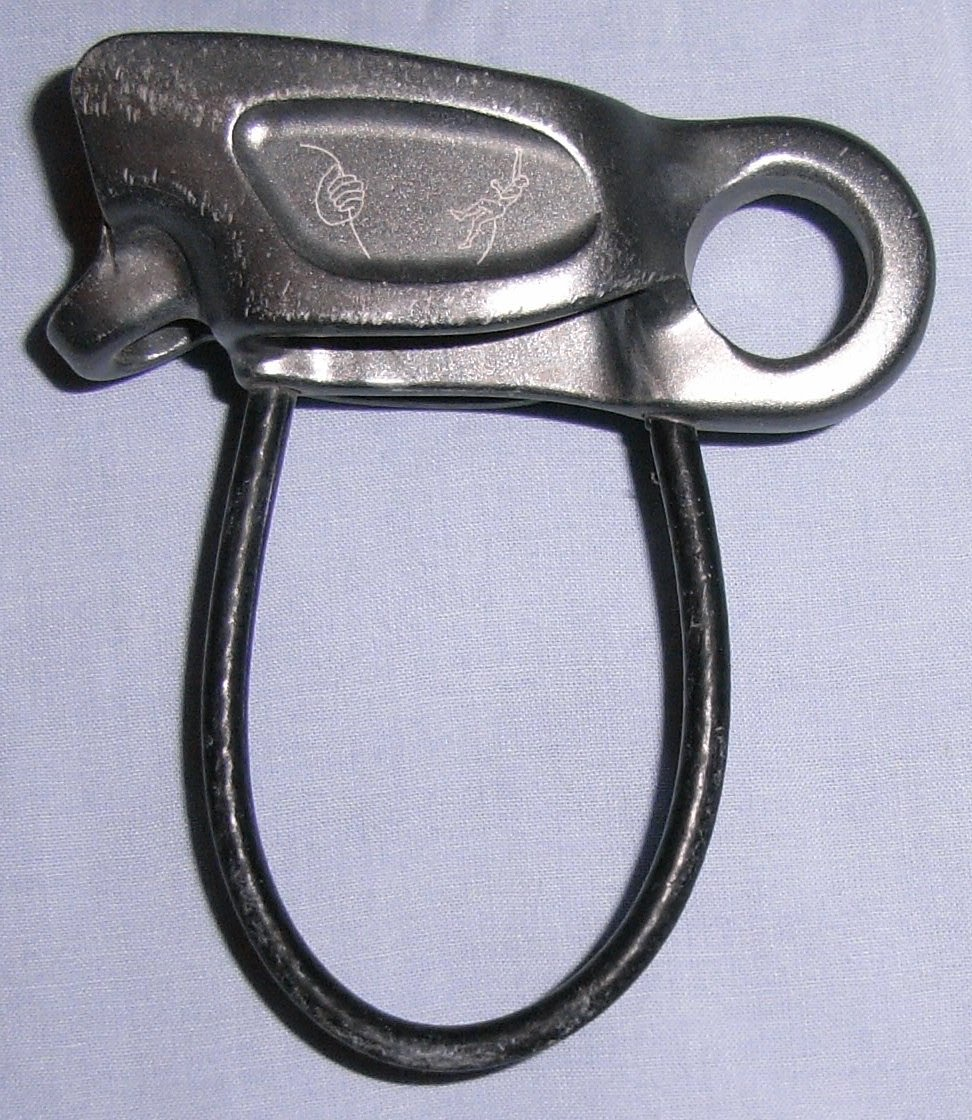
ATC Guide widziany z boku

ATC Guide (z ang. ATC - Air Traffic Controller) - stosowany we wspinaczce przyrząd asekuracyjno-zjazdowy produkowany przez amerykańską firmę Black Diamond. Łączy w sobie cechy kubka i płytki przewodnickiej.

## Wygląd
ATC Guide z wyglądu przypomina standardowy kubek wspinaczkowy. Z jednej strony posiada specjalne łagodnie profilowane ząbki zwiększające tarcie i małe metalowe ucho. Z tyłu znajduje się duże metalowe ucho. Na dole umieszczona jest stalowa linka w plastikowej osłonce. Po bokach przyrządu znajdują się rysunki tłumaczące prawidłowe użycie (jest to obowiązkowe dla wszystkich przyrządów asymetrycznych).

## Zastosowania
ATC Guide może być stosowany na pojedynczych i podwójnych linach dynamicznych i statycznych o średnicach od 7,7 do 11 mm. Jest przyrządem niesymetrycznym tzn. można go używać ze zwiększonym lub zmniejszonym tarciem. Można go również stosować do asekuracji z górnego stanowiska jednego lub dwóch wspinaczy niezależnie, jest wtedy przyrządem samoblokującym (do montażu w odpowiedniej pozycji służy specjalne metalowe ucho). Dodatkowe ucho umieszczone z przodu przyrządu ułatwia kontrolowane odblokowanie po odpadnięciu lub w razie potrzeby opuszczania osoby asekurowanej.

## Zalety
- jest przyrządem uniwersalnym
- łatwe i kontrolowane odblokowanie przyrządu
- łagodnie profilowane "ząbki" zwiększające tarcie i nie niszczą liny
- trwałość i odporność na uszkodzenia

## Wady
- duża masa przyrządu (102 g)
- wysoka cena

## Podobne przyrządy
- Reverso
- Reversino
- Płytka przewodnicka